# Egide Ntakarutimana
Egide Ntakarutimana (* 21. Oktober 1997) ist ein burundischer Leichtathlet, der sich auf den Langstreckenlauf spezialisiert hat.

## Sportliche Laufbahn
Erste Erfahrungen bei internationalen Meisterschaften sammelte Egide Ntakarutimana im Jahr 2022, als er bei den Weltmeisterschaften in Eugene mit 28:24,07 min den 18. Platz im 10.000-Meter-Lauf belegte. Im Jahr darauf wurde er bei den Crosslauf-Weltmeisterschaften 2023 in Bathurst nach 32:42 min auf Rang 57. Im August schied er bei den Weltmeisterschaften in Budapest mit 13:37,53 min im Vorlauf über 5000 Meter und gelangte dann bei den Straßenlauf-Weltmeisterschaften in Riga nach 13:35 min auf Rang 13 über 5 km. 2024 nahm er an den Olympischen Sommerspielen in Paris teil und verpasste dort mit 14:11,29 min den Finaleinzug über 5000 Meter.

## Persönliche Bestzeiten
- 3000 Meter: 7:40,26 min, 6. September 2023 in Rovereto
- 5000 Meter: 13:00,74 min, 6. Juli 2024 in Maisons-Laffitte
- 10.000 Meter: 27:24,59 min, 5. Juni 2022 in Hengelo
- Halbmarathon: 1:02:32 h, 15. Oktober 2023 in Telese Terme